# Aegotheles
Aegotheles is een geslacht van vogels uit de familie van de dwergnachtzwaluwen (Aegothelidae). De wetenschappelijke naam van het geslacht is voor het eerst geldig gepubliceerd in 1827 door Vigors & Horsfield.

## Soorten
De volgende soorten zijn bij het geslacht ingedeeld:
- Aegotheles affinis – Vogelkopdwergnachtzwaluw
- Aegotheles albertisi – Bergdwergnachtzwaluw
- Aegotheles bennettii – Bennetts dwergnachtzwaluw
- Aegotheles crinifrons – Molukse dwergnachtzwaluw
- Aegotheles cristatus – Australische dwergnachtzwaluw
- Aegotheles insignis – Rosse dwergnachtzwaluw
- Aegotheles savesi  – Nieuw-Caledonische dwergnachtzwaluw
- Aegotheles tatei – Laaglanddwergnachtzwaluw
- Aegotheles terborghi – Karimuidwergnachtzwaluw
- Aegotheles wallacii – Wallace' dwergnachtzwaluw

Mogelijk behoort de volgende soort ook tot het geslacht:
- † Aegotheles novaezealandiae